# 奥利维娅·普赖斯
奥利维娅·普赖斯（英語：Olivia Price，1992年8月2日—），澳大利亚女子帆船运动员。她曾代表澳大利亚参加2012年夏季奥林匹克运动会帆船比赛，获得女子龙骨船伊利奥特级银牌。